# تغيير المتغير (رياضيات)
في الرياضيات، تغيير المتغير (بالإنجليزية: Change of variables)‏ أو تبديل المتغير هي تقنية ابتدائية تستعمل من أجل تبسيط معضلات حيث تبدل المتغيرات الأصلية بدوال لمتغيرات أخريات.